# Lojo kommunvapen

Lojo stadsvapen och det ursprungliga vapnet för Lojo landskommun.

Lojo stadsvapen är det heraldiska vapnet för Lojo i det finländska landskapet Nyland. Vapnet ritades av Olof Eriksson och det fastställdes ursprungligen för Lojo landskommuns vapen 31 december 1951. Motivet är ett silverfärgat halster med förgyllda nötter på båda sidor. S:t Lars attribut är ett halster och han är Lojo kyrkas skyddshelgon. Nötter symboliserar kommunens rika växtlighet. Lojo stad började använda vapnet efter kommunsammanslagningen med Lojo landskommun år 1997.

Det ursprungliga vapnet för Lojo köping 1951–1997.

Det ursprungliga vapnet för Lojo köping ritades av Ahti Hammar och fastställdes 12 december 1951. Motivet var tre masugnar med en lax under. Finlands äldsta järngruva finns i Lojo och en masugn grundades vid gruvan senare. Laxen (på finska: Lohi) hänvisar till kommunens finskspråkig namn (Lohja).